# St. Vitalis (Sigmertshausen)

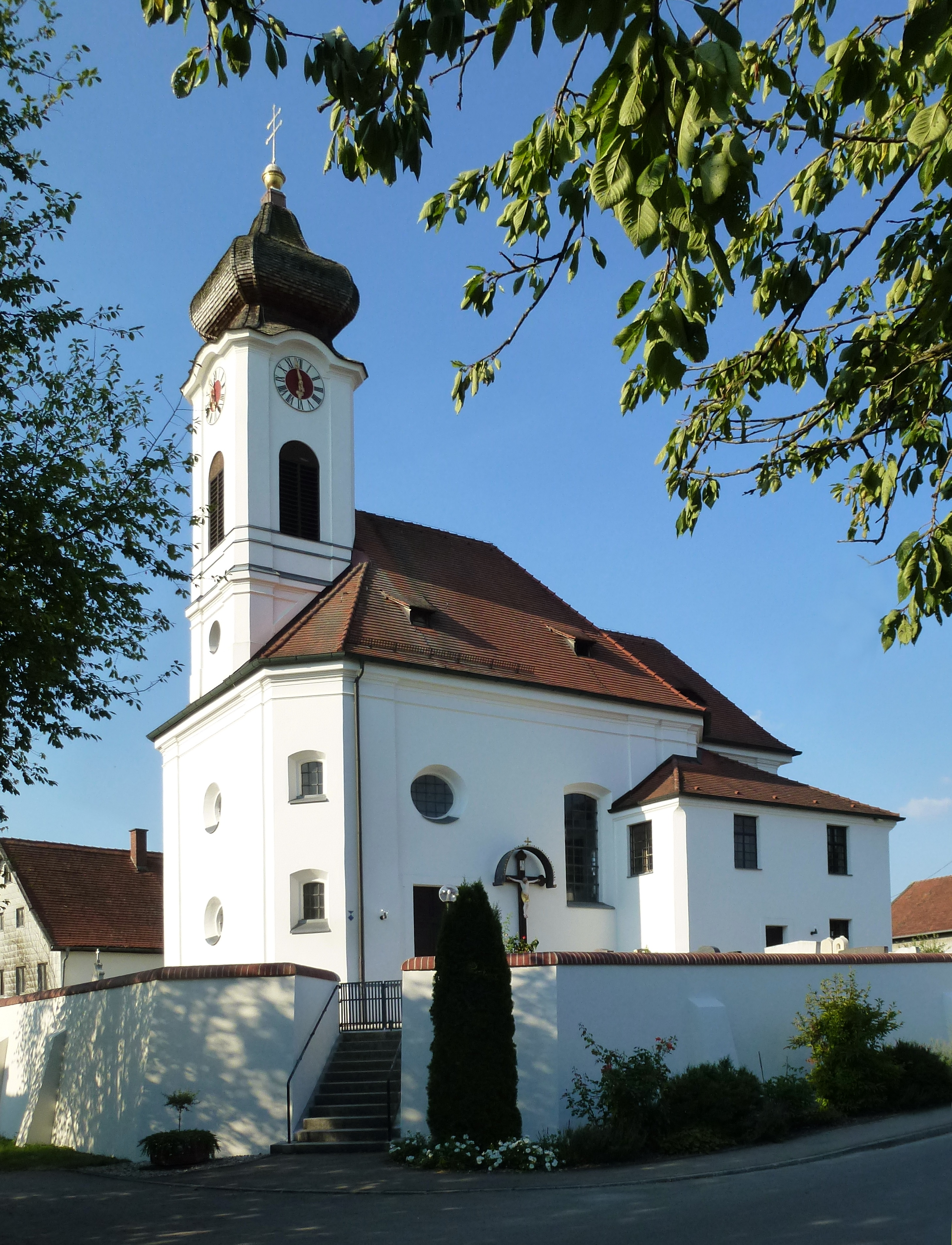
St. Vitalis in Sigmertshausen

Die römisch-katholische Filialkirche St. Vitalis steht in Sigmertshausen, einem Gemeindeteil von Röhrmoos im oberbayerischen Landkreis Dachau. Sie ist in der Liste der Baudenkmäler in Röhrmoos als Baudenkmal unter der Nr. D-1-74-141-28 eingetragen. Die Kirche gehört zum Dekanat Dachau im Erzbistum München und Freising. 

## Beschreibung
Der barocke Zentralbau wurde 1754/55 nach einem Entwurf von Johann Baptist Gunetzrhainer durch Johann Michael Fischer auf den Grundmauern der romanischen Vorgängerkirche ausgeführt. Er besteht aus dem fast quadratischen, an den Ecken abgerundeten Langhaus, dem quadratischen Chor im Osten, der Sakristei an der Südwand des Chors und dem an der Westseite des Langhauses eingestellten Kirchturm, der mit einer gedrückten Zwiebelhaube bedeckt ist. Er wird seitlich von Treppentürmen flankiert. 
Im Turm hängen drei Glocken. Die älteste, die Marienglocke, wurde 1472 von Hans von Rosen gegossen, wie der Inschrift auf dem Glockenmantel zu entnehmen ist. Sie ist aus Bronze, wiegt 230 kg und klingt im Grundton f. 2012 wurde sie von Perner in Passau repariert und danach neu geweiht. Die anderen beiden Glocken goss 1950 die Gießerei Karl Czudnochowsky, Erding. Es sind die Michaelsglocke, 76 kg schwer, Schlagton Ton f″ und eine Vitalisglocke, 192 kg schwer, Schlagton c″. Von den früheren Glocken musste eine im Ersten Weltkrieg zur Herstellung von Kriegsmaterial abgegeben werden. Zwei 1925 gegossene Glocken fielen dem Zweiten Weltkrieg zum Opfer.
Die Innenräume von Langhaus und Chor sind über Pilastern von Hängekuppeln überspannt. 
Der Hochaltar wird von den Skulpturen des heiligen Joachim und der heiligen Anna flankiert. Mittelpunkt des Altars ist ein großes Bild des Schutzpatrons der Kirche, des hl. Vitalis. Es ist ein Gemälde in Öl auf Leinwand aus der Zeit um 1760. Dargestellt ist die Aufnahme des Heiligen in den Himmel. Unter dem Gemälde steht das Gnadenbild von Sigmertshausen, eine Kopie der Hammerthaler Muttergottes aus der Klosterkirche der Augustiner-Eremiten in München. Es ist eine etwa 30 Zentimeter hohe, mit weißem Gewand bekleidete Muttergottes mit dem Jesuskind. Im Altarauszug schwebt in einem Strahlenkranz der Heilige Geist in Gestalt der Taube, umgeben von vielen Putten.